# Stadio İmarət
Lo stadio İmarət è stato uno stadio di calcio di Ağdam, in Azerbaigian.
Costruito nel 1952 durante il governo sovietico nella regione, era la casa del FK Qarabağ, prima di essere distrutto nel 1993 dai bombardamenti armeni durante la guerra.